# Shawn Doyle
Shawn Doyle (ur. 1968 w Wabush, Newfoundland) – kanadyjski aktor. 

## Życiorys
Urodził się i dorastał w powierzchni Newfoundland. Studiował teatr na Uniwersytecie York w Toronto.
Debiutował na dużym ekranie w thrillerze Długi pocałunek na dobranoc (The Long Kiss Goodnight, 1996) z Geeną Davis, Samuelem L. Jacksonem i Craigiem Bierko, filmie sensacyjnym sci-fi Człowiek ciemności III: Walka ze śmiercią (Darkman III: Die Darkman Die, 1996) u boku Jeffa Faheya i Arnolda Vosloo oraz wraz ze swoją żoną, Allegrą Fulton, w filmie krótkometrażowym Narzeczona oprawcy (The Hangman's Bride, 1996), do którego napisał scenariusz. W 1999 roku był nominowany do nagrody Gemini za najlepszą drugoplanową rolę męską detektywa McKeighana w serialu obyczajowym Miasto (The City, 1999). 
Wystąpił w popularnych serialach: CBS CSI: Kryminalne zagadki Las Vegas (2004), ABC Gotowe na wszystko (Desperate Housewives, 2004, 2005) jako pan Hartley, 24 godziny (24, 2005). Rola Dennisa Langleya w kanadyjskim serialu Jedenasta godzina (The Eleventh Hour, 2002-2005) został wyróżniony w 2002 roku nagrodą Actra za najlepszą rolę męską w serialu telewizyjnym.

## Wybrana filmografia
- Złodziejka (The Robber Bride, 2007) jako John Grismer; film TV
- Zamieć (Whiteout, 2009) jako Sam Murphy